# IDEA (歌手)
IDEA（イディア）は、日本のシンガーソングライター。愛知県名古屋市出身。現在はRadiyaとして活動している。

## 人物
3歳よりピアノを始め、2000年ピティナピアノコンペティションソロ部門優秀賞、2001年ヤマハピアノフェスティバル店別大会優秀賞などタイトルを獲得。

8歳のときゴスペル音楽の指導兼ヴォーカリストである母親の影響を受け、2000年よりゴスペルクワイアとして大きな舞台に立ち、

2002年には日本テレビ「新ニッポン探検隊」に出演。

また、故高円宮殿下主催の「地球子供サミット」にて歌唱。

2004年にニュージーランドへ、留学。語学力をつけ、帰国後、日本や韓国の舞台にてリードヴォーカルをつとめる。

現在の歌唱力はゴスペルで身につけたものであり、それに英語の腹式呼吸での発声法を生かしたものである。

2017年よりIDEAとして活動を始め、同年9月ユニバーサルミュージックより「I'm Thirsty〜渇き〜」を配信リリース、2018年9月26日待望の1stミニアルバム「I」を発売。

2018年4月より2020年3月まで、名古屋のFM局ZIP-FM  で番組「E-d:EYES」のナビゲーターを務めた。

## 略歴
ゴスペルでの歌唱力を生かしてアレンジャー志望作家の歌入れを始める。

2013年夏、初めて作詞・作曲をしたダンスミュージック「AI」が、楽曲コンテストに応募してわずか4日でダンスミュージックカテゴリーでランクインし、

都内ラジオ番組で PICK UP ARTIST として「AI」がオンエアされる。このころからソロアーティストとしての活動を始める。

2016年11月に名古屋のアーティスト事務所angelicに所属することになる。

これを契機に名前をIDEAとする。名前の由来はイデア論。「目に見えるものは全て目に見えないものからできている」という意味を込めて名付けられた。

豊かな声量と、説得力のあるヴォーカルスタイルが特徴。

洋楽のようなサウンドにこだわり、ただのポップスではなく実はゴスペルという一面を持たせた歌詞を多く書いている。

2017年9月に1stシングル「 I’m Thirsty ~渇き~」でUNIVERSAL MUSICよりメジャーデビュー。

アレンジを担当したRenato Iwai (hyperbackers) がIDEAの歌声を評価したことがきっかけにより、

2ndシングル「All About You」にはラテングラミーはじめ数々の受賞歴のあるBrendan Duffey がマスタリングを担当。

また、3rdトラック「Wake Up」に2016年リオデジャネイロ・オリンピック公式テーマ曲「Alma e Coracao（Soul and Heart）」の作曲家であるVictor Reisがリアレンジで参加。2018年9月に待望のミニアルバム「I」をリリース。この収録曲のリード曲「Always Beside You」はZIP-FM  25周年アニバーサリーソングとなっている。

2018年12月7日　ファースト・ワンマンライブ「Break of Day」を、名古屋ReNY Limited
にて開催。

2019年5月24日から6月13日、ロサンゼルスにて、セカンドアルバム「Safe Spot」の制作、レコーディングを行う。　制作スタッフは、ラテングラミーはじめ数々の受賞歴のあるBrendan Duffey(以前よりIDEAのミックスやマスタリングを行う) 。Steve B(マイケル・ジャクソン、デスティニー・チャイルドらと仕事を共にしたエンジニア)。Alex(アブリル・ラビーンのドラマー) 。

2019年11月15日　セカンド・ワンマンライブ「Unstoppable」を、名古屋ReNY Limited
にて開催。

2020年8月31日　名前を、Radiyaに改名。新曲｢A-TA-SHI｣を、YouTubeにて配信リリース。

## 作品

### 配信リリース
| 発売日                            | タイトル                           | 備考         |
| --------------------------------- | ---------------------------------- | ------------ |
| 2017年9月20日 配信                | I’m Thirsty～渇き～                |              |
| 2017年11月22日 配信               | All About You                      |              |
| 2017年12月6日 配信                | Wake Up                            |              |
| 2018年4月25日 配信                | Brand New Way(ZIP-FM 25周年記念曲) |              |
| 2018年9月26日 (ミニアルバム)      | I                                  |              |
| 2019年4月3日                      | 未来へ                             |              |
| 2019年10月11日 配信(ミニアルバム) | Safe Spot                          |              |
| 2020年8月31日 YouTube配信         | A-TA-SHI                           | Radiyaに改名 |

## 出演
- 東海ラジオミッドナイトスペシャル「金山おしゃべりテラス」（2017年1月～12月）
- ZIP-FM   「Wear Music（2017年12月～3月）
- ZIP-FM   「E-d:EYES」 （2018年4月〜2020年3月）